# 娉婷小鱸
娉婷小鱸為輻鰭魚綱鱸形目鱸亞目河鱸科小鱸屬的其中一種，分布於美國密西西比河及Maumee河流域，體長可達9.6公分，棲息在植被生長、水流緩慢或靜止的湖泊、溪流。